# Аракен Патуска
Абрахам Патуска да Силвеира, најпознатији као Аракен Патуска или само Аракен (17. јул 1905 - 24. јануар 1990), био је бразилски фудбалер који је играо на месту нападача. Рођен је у Сантосу. 
Током своје каријере (1923-1937) играо је за ФК Сантос, Club Athletico Paulistano, Clube de Regatas do Flamengo (ФК Фламенго), ФК Сао Пауло. После три узастопне сезоне са Сантосом (1927, 1928, 1929) на Campeonato Paulista, освојио је титулу са њима 1931, а затим 1935. са Индепенденте-ом. Са Сириријем, Феитисом, Евенгелистом и Камараом формирао је једну од најважнијих нападачких линија 1920-их. 1928. године био је главни стрелац Campeonato Paulista. 
Постигао је 1000. гол у историји ФК Сантоса против клуба Atlas Flamengo 1929. године. Укупно је постигао 182 гола на 193 утакмице за Сантос.
Са репрезентацијом Бразила учествовао је у првом  Светском првенству 1930. године, одигравши један меч против Југославије.  Умро је 1990. године, у 84. години. 

## Титуле и награде

### Клуб
- Campeonato Paulista (2):

Сао Пауло : 1931
ФЦ Сантос : 1935

### Појединачно
- Рекордер у постигнутим головима на Campeonato Paulista (1)

Сантос ФК: 1927 (31 голова)